# S艇
S艇（Schnellboot，英文fast boat之意），是第二次世界大戰德國的一種魚雷快艇。盟軍則稱其E艇，一般被認為E是Enemy（敵人）的意思，但也有可能是指Eilboot（快艇）的意思。
S艇船體比美國的PT艇和英國的機動魚雷艇（MTB）還要大的多，適合到外海進行長距離作戰（約700海浬），使得英國皇家海軍開發更新型的魚雷快艇對應，如Fairmile-D魚雷艇。

## 發展和其整體設計

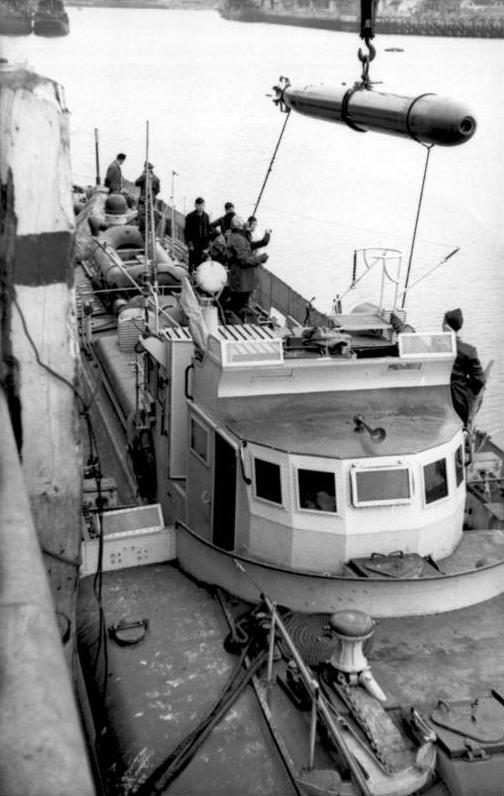
正在裝上魚雷的S-38艇

在第一次世界大战後的凡爾賽條約下，德國大多数軍工生產受到嚴格限制。德国海军缺乏小型巡邏艇。
S艇的前身要追溯到Oheka2型，這是由德國吕森造船厂在1927年為美國企業家奧托·赫曼·卡恩製造的私人遊艇。這艘遊艇預計使用在北海、英吉利海峽與西部海區，為了耐海性因此使用了圓底式（round-bottomed）船底而非一般高速艇常見的平底（Flat Bottom）構型。這種構型兼顧了小型船的適航性以及速度，並創下當時小型快艇的極速紀錄，因此受到德國海軍的注意，在1929年德國海軍訂購了裝備了2具魚雷發射管的相似構型艦種，1930年接收時命名為UZ(S)16號聯絡艇，而後改名S-1，後來S艇皆以此基礎構型發展而成。
S-1是一艘40噸重的快艇，具有3具總輸出3000德制馬力(PS)的汽油引擎，2具魚雷發射管，最高航速可達37節。在測試後德國海軍提出若干修改建議，包括在主舵旁裝設偏30度角的輔助舵製造呂森效應，這種構型可以讓三螺旋槳船於高速行駛時減少尾波並提高螺旋槳輸出效益。這種設計使得S艇在夜間作戰時不容易被發現。
由S-6開始使用柴油發動機去取代汽油發動機，柴油發動機的耗油量較少而且柴油較不容易著火，這都是對其有利的，各型號的S艇都可載12至14噸柴油而令S艇有長遠的航程，各型號的S艇都有兩個大而通風良好的發動機艙，在S-100之前，S艇都有個大的發動機天窗，各種和發動機有關的管線皆為外露以方便檢修發動機，在駕駛艙有個發動機操作面板以便操作。
每艘S艇都會在左右魚雷管各放一枚魚雷。後來的S艇型號會在甲板有魚雷固定架以裝載後備魚雷，在射出发射管内鱼雷后可继续装填后备鱼雷。但後備魚雷增加了S艇的重量从而削弱了其高速灵活的优势，故在英倫海峽等敵人較強的水域，S艇還是不装載後備魚雷。S艇主要使用G7魚雷，這種魚雷在30節速度之下可航行12500米。在1944年6月開始使用長程的T3d魚雷，T3d魚雷在9節之下可航行57000米。之後又有T5a聲導魚雷，它可以在22節之下航行8000米。
S艇最初的防空火力是一挺MG 15機槍，後來改為雙聯裝的MG 34機槍，由於英美盟軍皆有強大的空中武力，機槍已不能有效對付，故再後來又進一步強化至20毫米口徑機炮，從S-38開始增強至4挺20毫米口徑機炮，後來加多一挺博福斯40毫米口徑機炮。

## 基本資料(S-7)
- 艇長:32.4米
- 艇闊:4.9米
- 艇高:1.2米
- 基本排水量:59噸
- 滿載排水量:75噸
- 動力:三部德國MAN廠製柴油發動機(總馬力:1,320匹)
- 最快時速:34.5節
- 武裝:2個533毫米魚雷發射管+1支20毫米口徑防空機炮
- 乘員:14至21人

## 型式

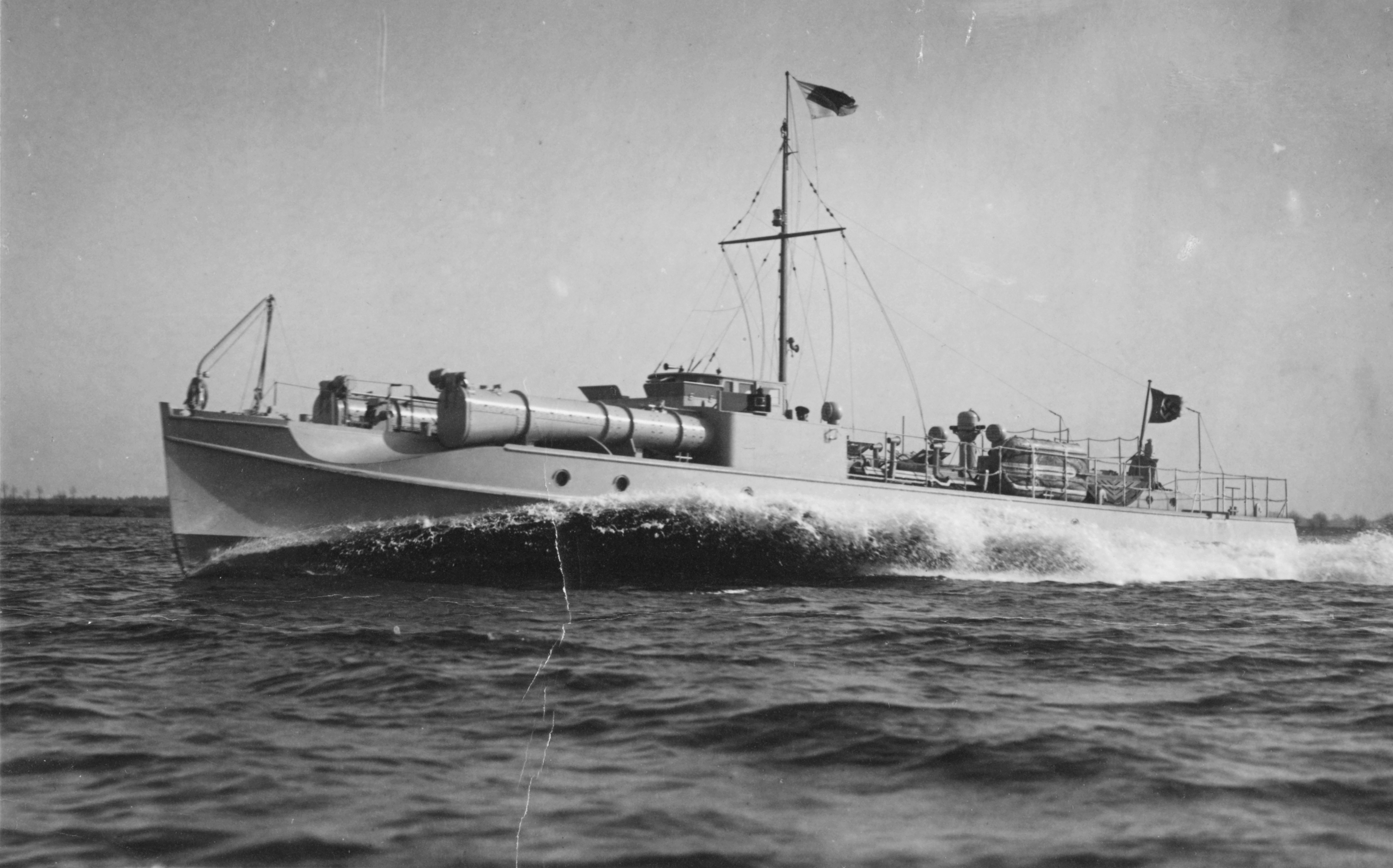
S-14艇

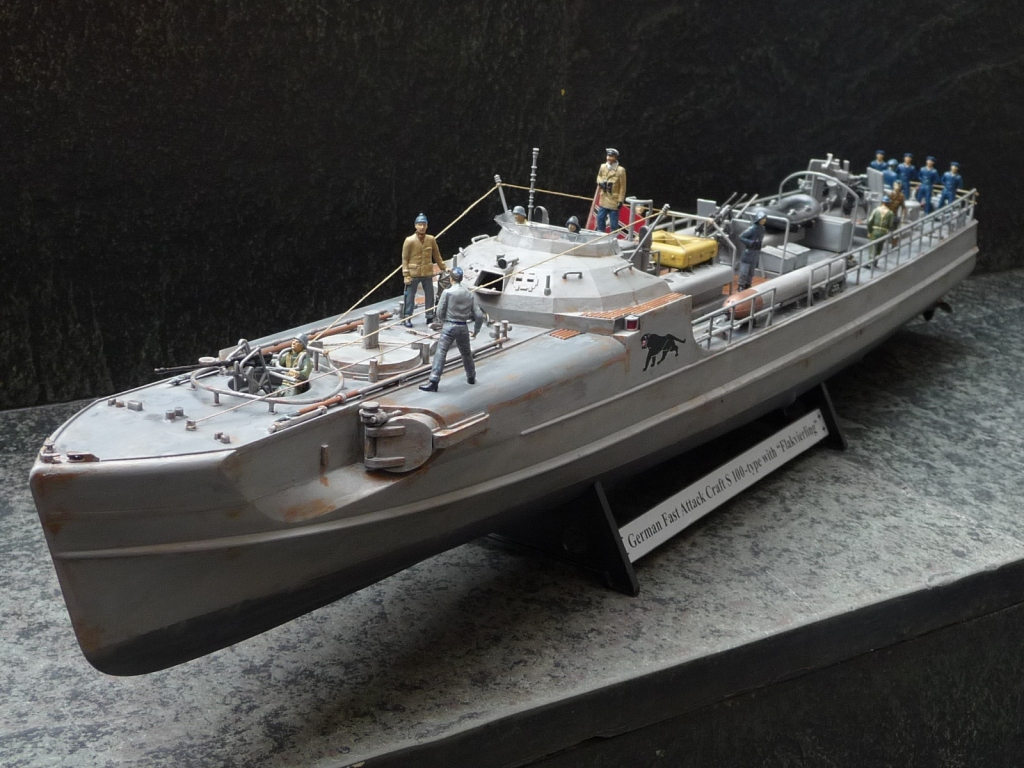
被大量建造的S-100艇

S艇擁有多種衍生設計，第一種是在甲板裝設魚雷發射管：
- S-1：祇建造一艘，1930服役，在民用快艇的基礎上裝上兩俱可拆卸式魚雷發射管（500公厘），以迴避國際聯盟的巡查，S-1作為試驗品證明了其球形船底能令它高速航行，S-1在22節速度能航行1079公里，1936年12月售予西班牙佛朗哥政府。
- S-2級：建造4艘，編號S-2至S-5，1932年服役，換裝可拆卸式21吋（533公厘）魚雷發射管，其外表和S-1相似但長度由S-1的26.5米增長至27.9米，S-2主要用於人員訓練和戰術研究，1938年4艘S-2也被賣給西班牙。
- S-6級:祇建造一艘，S-2的放大版，長度增長至32.4米，兩俱21吋（533公厘）魚雷發射管變成固定，S-6主要作為新發動機的試驗品，三部由MAN生產的新式柴油發動機能提供總共1320匹馬力而令它有32節的最快航速，1938年也被賣給西班牙。
- S-7級:1933年推出的型號，建造7艘，編號S-7至S-13，另外建造給外銷，其中有3艘被賣到中華民國，5艘售予保加利亞，8艘售予南斯拉夫，S-7的船頭設計成有凸線，這樣增強了船頭的耐波浪能力，此種船頭也為之後的S艇所用。
- S-14級:建造4艘，編號S-14至S-17，其外表和S-7相似但長度增長至34.6米以容納MAN廠的新柴油發動機。
- S-18級:建造8艘，編號S-18至S-25，其外表和S-7以及S-14相似但長度再增長了2.2米以容納2050匹馬力的戴姆勒-奔馳柴油發動機。
- S-26級：建造4艘，編號S-26至S-29，1940開始服役，在S-18的基礎上改良上層建築，魚雷發射管從甲板上移置艦內，這樣不單增大了內部空間而且增強了浮力，艇長的位置由舵手室（駕駛室）前方上移至頂部，這樣艇長不單有更好的視野而且可向舵手（駕駛員）和船尾的觀察員喊話。
- S-30級:原本是1939年由中國海軍訂購的，原本建造8艘，編號S-30至S-37，但歐戰爆發而被納粹德國海軍接收，之後又再追建7艘，編號S-54至S-60，和S-26一樣採用內置的魚雷發射管但艇長的位置改回在舵手前方，各艘S-30艇主要用於地中海去支援北非的德國非洲軍團。
- S-38級:S艇當中被大量建造的級別而成為德軍S艇的主力，以S-26作為基礎但防空火力增強，配置後甲板波佛斯40公釐高射砲和前甲板20公釐高射砲，MG34雙聯機槍。
- S-38b級：改良S-38的艦橋裝甲，此裝甲艦橋被稱為「鋼盔」。
- S-100級：1943開始服役，以S-38b作為基礎，2座20公釐機槍和船尾37公釐機槍，標準排水量達到100噸，S-100也同樣被大量建造而也成為德軍主力魚雷艇。
- S-151級:德軍佔領荷蘭後利用該國原本的TM54至TM61號魚雷艇加裝德軍武器，總共8艘，由於S-151較小而可航行於歐洲內河。
- S-700：戰爭後期的設計，向後的魚雷發射管和船頭的30公釐機槍砲塔。祇建造8艘。

## 服役於納粹德國海軍

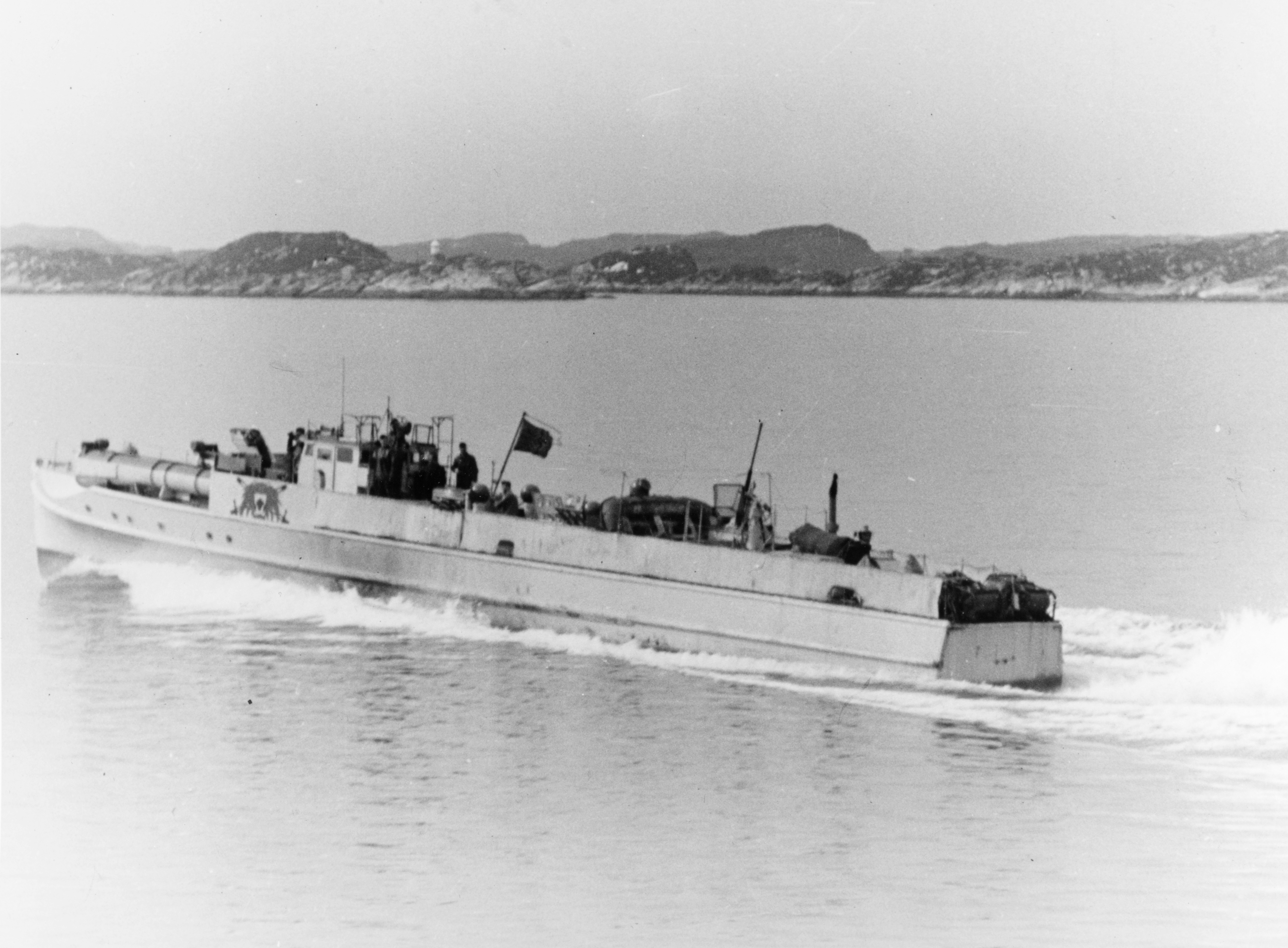
參加挪威戰役的S艇

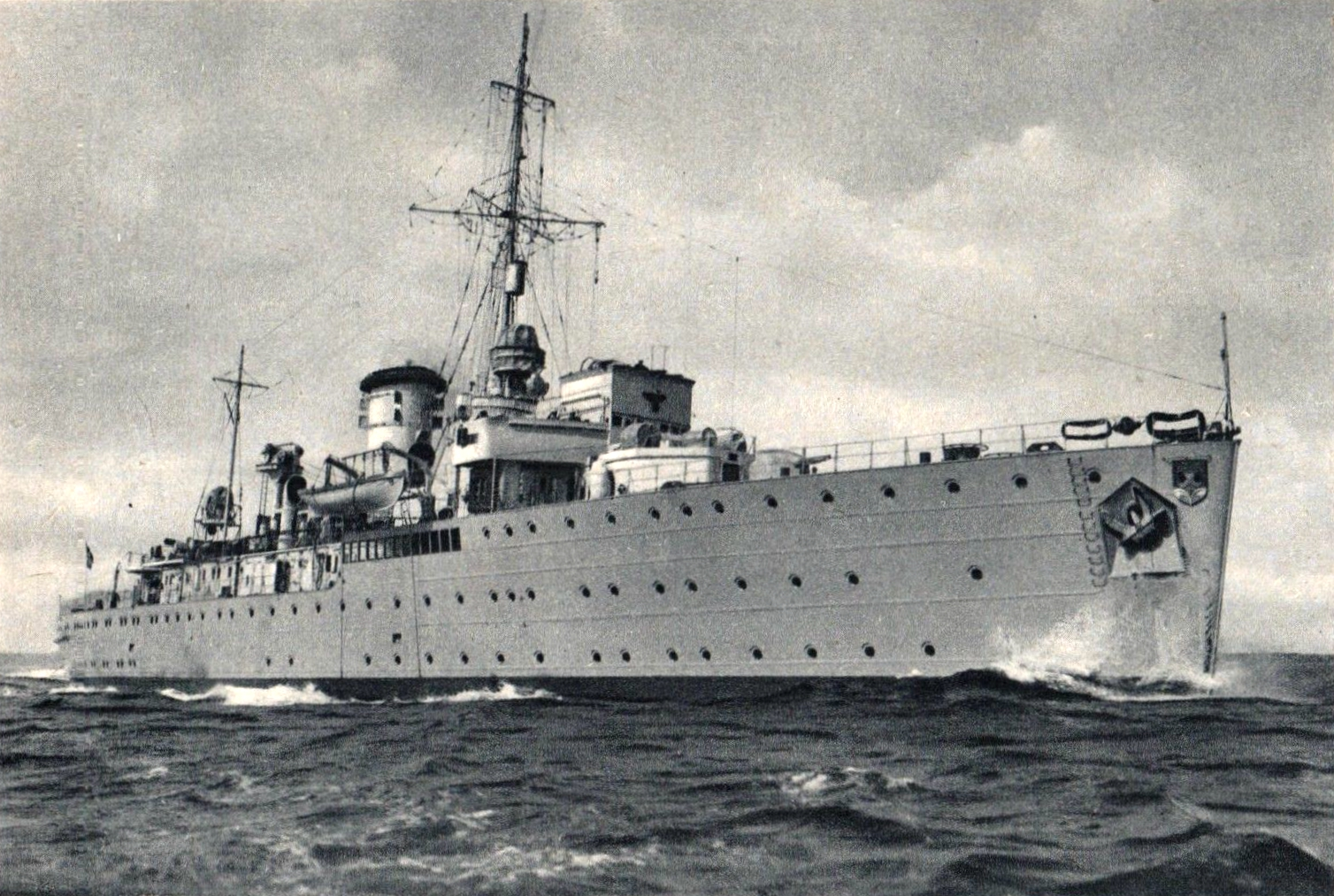
納粹德國海軍青島號魚雷艇母艦

在戰爭爆發前，德國海軍總共製造了18艘S艇，並逐步修改設計符合作戰需求。包括換裝更大口徑的21吋魚雷、使用較安全，燃料來源較不虞匱乏的MAN製7汽缸直列式柴油引擎。雖然柴油引擎讓S艇的作戰半徑延長到700海浬，不過這種柴油機被認為動力不足，而後換為戴姆勒-賓士製倒V型20汽缸柴油引擎；早期使用的MB501引擎輸出功率2000PS，最高航速39節，後期安裝增壓器的MB518柴油引擎讓S艇的航速提升到42節，打擊半徑從北海擴大到波羅的海一路直達芬蘭，S艇最大的優勢就是其高速度，每一個S艇分隊都會以6艘為一組對敵船發動魚雷攻擊，然後「打了就跑」的海上游擊戰。
為了支援S艇作戰，德國海軍特安排了以下9艘魚雷艇母艦用作海上補給：
- 阿道夫·呂德利茲號
- 布埃亞號
- 卡爾·彼得斯號
- 古期塔夫·納亨提格號
- 夏爾曼·馮·魏斯曼號
- 羅馬尼亞號
- 湯加號
- 青島號
- 坦噶號

這9艘魚雷艇母艦幾乎都以德國殖民者或海外殖民地命名，其中的「坦噶號」（原指德國在德属东非的港口）原本是中華民國海軍訂購的「戚繼光號」，但在1939年歐戰爆發後被德國海軍接收，一艘魚雷艇母艦會支援3支S艇分隊。
1939年歐戰爆發，第1分隊立即去對付波蘭海軍但由於波蘭海軍實力太差而很快被打敗，第1分隊未取得什麼戰果，之後第1分隊被派去克里戈蘭去支援柴油發動機表現不佳的第2分隊，再之後第1和第2分隊參加了挪威戰役，他們在卑爾根擔任巡邏和警戒任務，1940年5月，德國海軍派出S-31號艇、S-32號艇、S-33號艇和S-34號艇去為沙恩霍斯特號巡洋戰艦護航，其中S-31號艇重創意圖攻擊的英國驅逐艦「凱里號」。
1940年夏天，第2分隊也參加了佈水雷行動，他們在英倫海峽佈了130個水雷但S-23號艇卻被自己佈下的水雷炸沉，S-28號艇和S-29號艇在執行任務時相撞，1940年6月至1941年7月，第3和第4分隊也在組建，新組建的分隊會首先執行佈水雷行動以累積經驗。
直至1941年5月，第1和第2分隊都在英倫海峽作戰，專打英國貨船，在英國皇家空軍的攻擊之下雖然仍無任何損失但戰果一般，1941年5月22日，法國驅逐艦「美洲豹號」在S艇攻擊之下被重創而最終被德國空軍擊沉，5月29日，S-30號艇擊沉滿載從敦克爾克撤退的英法聯軍士兵的英國驅逐艦「覺醒號」，第二日也就是5月30日，第1分隊的S艇在荷蘭近海遇上兩艘法國驅逐艦，「熱風號」被擊沉和「暴風號」被重創。
隨著法國投降，法國沿大西洋海岸線的基地皆被德軍接收，S艇進駐在瑟堡的基地並正式參與大西洋海戰，1941年7月25日和26日，編號CW8的英國貨船隊有3艘貨船被S艇擊沉，到同年8月，編號CW9的英國貨船隊有2艘貨船船被S艇擊沉，2艘被擊傷和有一艘在迴避S艇攻擊時突然解體，9月4日，第1分隊又擊沉5艘貨船和擊傷一艘。
S艇也來到地中海（主要是S-30級）、黑海和波羅的海，由於初期蘇聯海軍不是很強，黑海和波羅的海幾乎成為S艇的船池，1944年9月，芬蘭和蘇聯締結和平條約，S艇被迫離開波羅的海，在黑海也隨著蘇聯海軍實力的增強和蘇聯陸軍在烏克蘭等地的陸上攻勢，S艇也被逐出黑海。
1941年下半年，S艇遇上對手，就是英國皇家海軍的MTB魚雷艇和MGB炮艇，MTB/MGB通常埋伏在S艇回航的路線上去攻擊缺油少彈的S艇，雙方互有死傷，例如:德國S-111號艇被MGB炮艇擊傷而最終被英國飛機擊沉，英國MGB335號炮艇被S艇俘虜，1943年10月24日，德國出動第2、第4、第6和第8分隊的S艇對編號FW1160的英國貨船隊發動進攻，但由於當時盟軍的海上兵力已大大增強，德國S艇在大西洋作戰已很困難而相對的損失越來越多，有些甚至是被自己佈下的水雷擊沉，到了1945年年初，德國海軍在西線祇剩下26艘S艇，它們最後一場戰鬥發生在比利時斯凱爾特河河口的一次佈雷行動，當盟軍艦隻來到，它們立即逃走，它們佈下的水雷炸沉了3艘敵艦，炸傷一艘。
S艇在第二次世界大戰當中總共擊沉101艘貨船，12艘驅逐艦，11艘掃雷艇，8艘登陸艦，1艘潛艇和6艘MTB魚雷艇，擊傷2艘巡洋艦，5艘驅逐艦，2艘護衛艦和3艘登陸艦，戰爭結束後負責運送德國軍民回國，完事後被戰勝國接收，其中丹麥接收了18艘。
S艇的水兵當中，有23人獲得騎士鐵十字章，8人獲得橡葉騎士鐵十字章和112人獲得黃金德意志十字章。

## S艇在中國

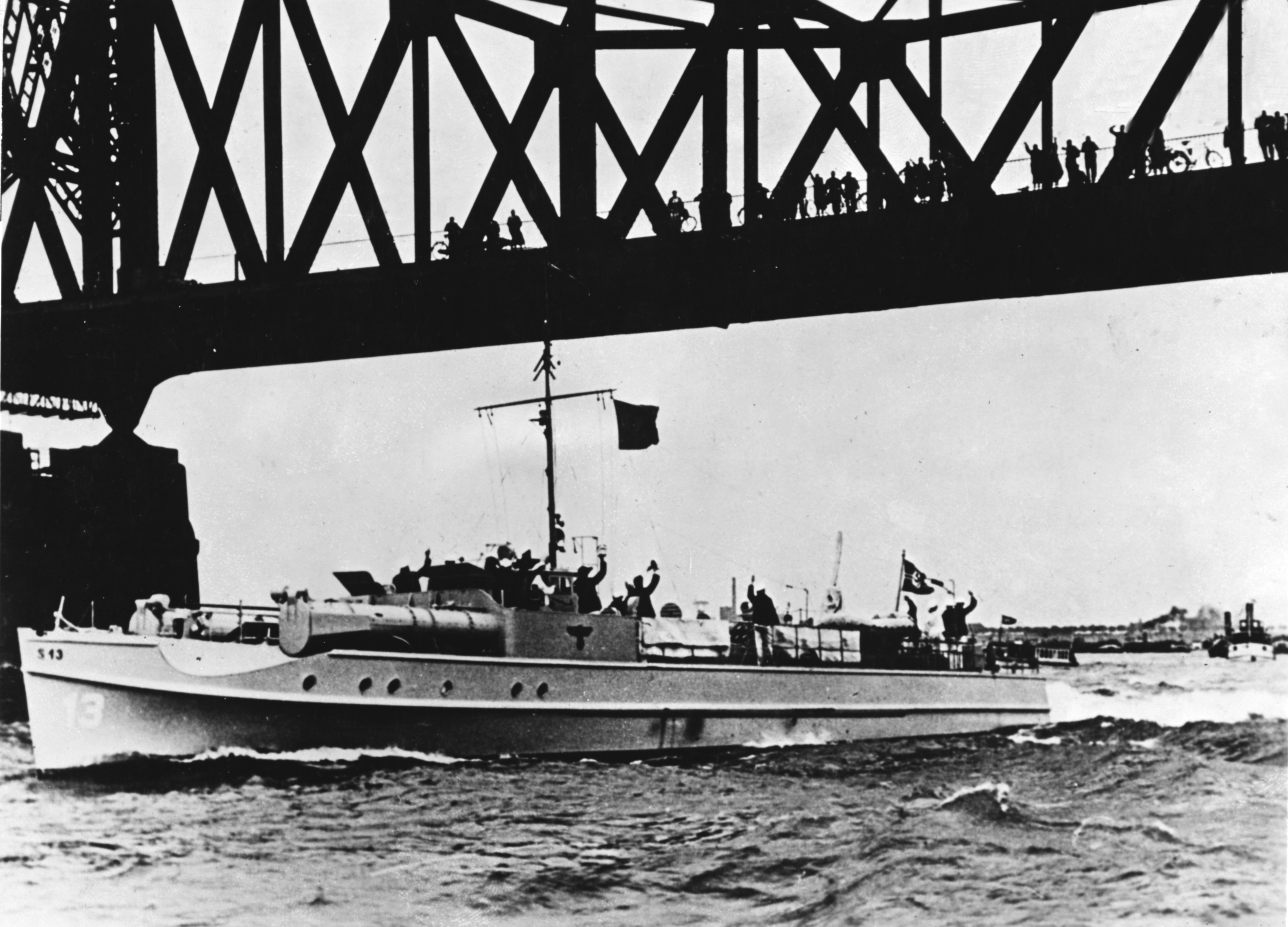
S-7是S艇其中一個級別，編號由S-7至S-13，圖中為S-13，中國海軍也有3艘S-7艇

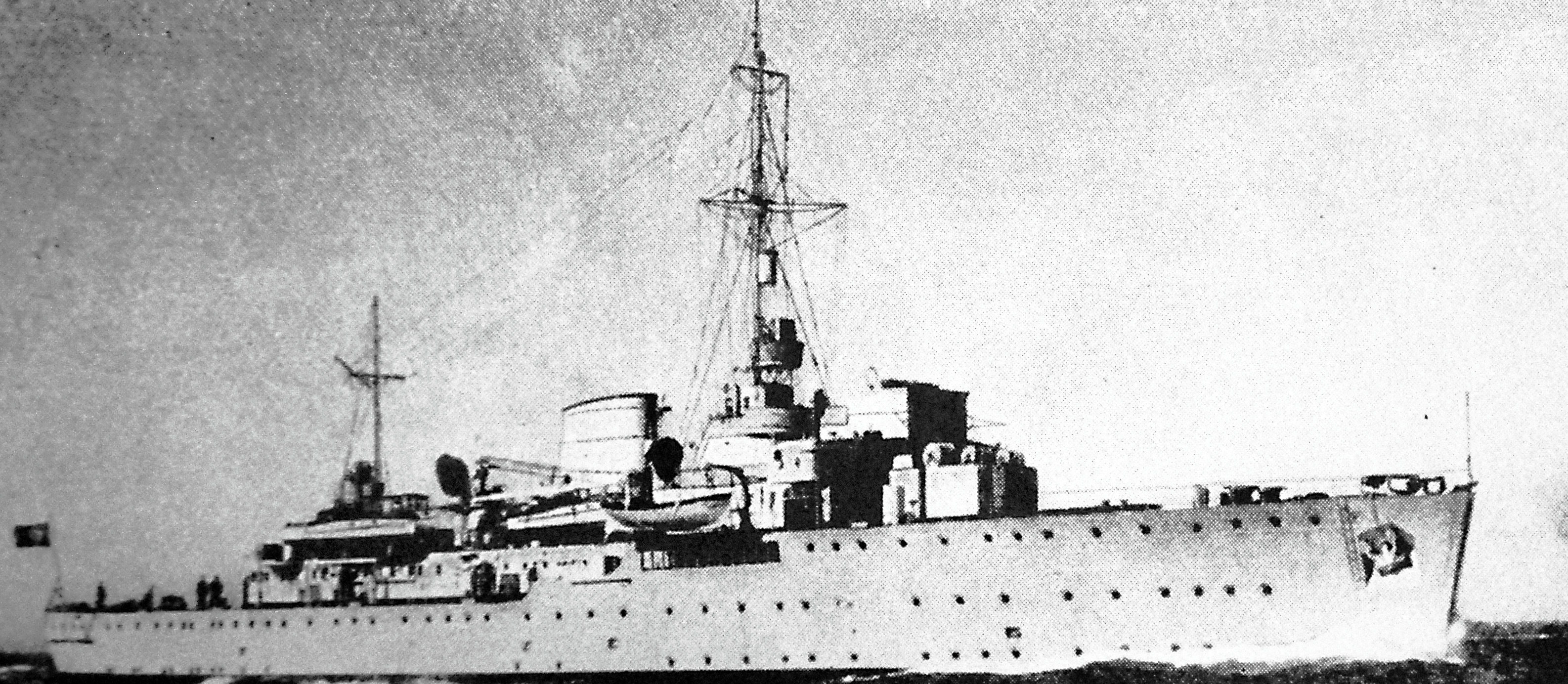
原本计划給中國海軍的戚繼光號已經變成納粹德國海軍的多哥號

S-7是S艇其中一個級別，編號由S-7至S-13，德國人除了自用外還另外再建造去出口給保加利亞5艘和南斯拉夫8艘，中華民國也在1936年向德國訂購了3艘S-2魚雷快艇，但這3艘S-2後來卻去了西班牙，德國人為了補償就改為提供S-7魚雷快艇，此3艘魚雷快艇在1937年交付成為岳飛分隊:
- 岳22(艇長齊鴻章)

1938年8月1日在湖北蔪春被日機炸毀
- 岳253(艇長崔之道)

1939年4月改名为「武穆」，抗戰末期在四川萬縣三斗坪，抗戰勝利後被改名「快-101」，1949年4月23日改名為「海鯨號」後加入中國解放軍海軍，由於已無可用之魚雷，故被當成巡邏艇並服役於東海艦隊，1951年被送去青島魚雷艇學校作為訓練艇至1963年退役，1958年解放軍海軍301工廠和青島海軍基地在設計0108護衛艇時曾參考過該艇
- 岳371(艇長黎玉璽)

1944年8月在廣西一带因内河水淺而無法撤退故而自沉，以免被日軍俘獲
當時中國國民政府還訂購了8艘S-30魚雷快艇和一艘魚雷艇母艦戚繼光號，準備成立陸秀夫和許遠兩個中隊，但當1939年歐戰爆发後被納粹德國海軍徵用，當中戚繼光號改名為「坦噶號」（Tanga），二戰後被美軍接收後再賣給丹麥改名為「埃吉爾」（Aegir）。

## 使用國家
- 納粹德國
- 西德
- 義大利
- 西班牙
- 南斯拉夫王國
- 保加利亚
- 罗马尼亚王国
- 中華民國
- 中华人民共和国
- 英国
- 丹麦
- 挪威

## 流行文化
- 英國Airfix模型公司有推出1/72比例的S-7艇模型

## 外部連結
- 驚濤中的短劍--二戰德國高速魚雷艇部隊
- 岳22，岳253，岳371
- Prinz Eugen S-boat site（页面存档备份，存于）
- John Drain's model S-boat site（页面存档备份，存于）
- Five part video podcast documentary about S130 on www.pod3.tv
- .   [2009-09-06]. （原始内容存档于2009-09-11）.